# Pácora (ort)
Pácora är en ort i Colombia.   Den ligger i departementet Caldas, i den centrala delen av landet, 180 km nordväst om huvudstaden Bogotá. Pácora ligger 1 809 meter över havet och antalet invånare är 8 218.
Terrängen runt Pácora är bergig åt sydväst, men åt nordost är den kuperad. Terrängen runt Pácora sluttar västerut. Runt Pácora är det ganska tätbefolkat, med 80 invånare per kvadratkilometer. Närmaste större samhälle är Aguadas, 9,4 km norr om Pácora. I omgivningarna runt Pácora växer i huvudsak städsegrön lövskog.